# صیدآباد (درگز)
صیدآباد روستایی در دهستان تکاب بخش مرکزی شهرستان درگز استان خراسان رضوی ایران است.

## جمعیت
بر پایه سرشماری عمومی نفوس و مسکن در سال ۱۳۹۵ جمعیت این روستا کمتر از ۳ خانوار بوده‌است.